# Caloria
La caloria (cal) és una unitat d'energia que equival a uns 4,2 J. Hi ha tres definicions de caloria que es definiren entre 1948 i 1956, totes referides a la unitat d'energia del Sistema Internacional d'Unitats (SI): 
- caloria termodinàmica: 1 calth = 4,184 J (1948)
- caloria a 15 ºC: 1 cal15 = 4,185 5 J (1950)
- caloria de les taules internacionals: 1 calIT = 4,186 8 J (1956).[1][2]

Sovint s'utilitza també la quilocaloria o kilocaloria (kcal), que equival a 1 000 calories.
El contingut energètic del menjar també es mesura en calories, però, en aquest context, sovint una caloria equival a 1 000 calories o 1 quilocaloria. En les etiquetes de molts productes alimentaris diferencien entre calories i Calories (amb C majúscula) de manera que una Caloria equival a una kilocaloria (kcal).

## Història
El mot «caloria» com a unitat de calor sembla que s'encunyà en algun moment entre el 1787 i el 1824. El químic francès Antoine L. Lavoisier (1743-1794) estudià les calors específiques de l'aigua i d'altres substàncies i dugué a terme alguns dels primers experiments que implicaren calorimetria directa i indirecta. Malgrat que, cap el 1789, anomenà calorímetre (calorimètre) a l'aparell que emprà, i que els escrits de Lavoisier fan referència al calòric (calorique), una suposada substància, i a la calor (chaleur), no mencionen la caloria com a unitat tèrmica.

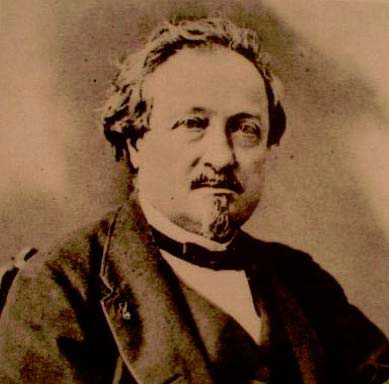
Pierre Antoine Favre.

Alguns historiadors indiquen que els químics francesos Pierre Antoine Favre (1830-1880) i Johann Theobald Silbermann (1806-1865) encunyaren el terme el 1852, d'altres també atribueixen a Favre la definició de la «caloria». Tanmateix, la publicació original afirma que la caloria era una unitat de la física ben coneguda. Adolphe Ganot (1804-1887) definí la caloria com una kcal de 0-1 °C en relació amb l'escalfament de l'aigua, sense proporcionar-ne cap referència. Un diccionari etimològic francès registrà la primera aparició de calorie en els volums de 1842-43 del Dictionnaire national de Bescherelle. L'entrada de l'edició de 1845 definí la caloria com a: «Phys. Quantité de chaleur nécessaire pour élever un kilogr. d’eau un degré du thermomètre centigrade». A més, el Dictionnaire historique de la langue française afirma que el mot caloria s'encunyà al voltant de 1819-24 i el seu ús s'havia generalitzat el 1845.

El 1819, el físic i químic francès Nicolas Clément (1779-1841) començà a impartir conferències sobre la teoria de la calor i els motors de vapor al Conservatoire des Arts et Métiers de París. Entre els estudiants hi hagué Sadi Carnot (1796-1832) i es disposa d'apunts de classe presos per L.B. Francoeur i J.M. Baudot. Tant Clément com Carnot subscriviren la hipòtesi del calòric, la qual sostenia que la calor es comportava com una substància material i que la seva quantitat total sempre es conservava. Les notes mostren que Clément definí una caloria «gran» (grande) i una de «petita» (petite) cap a 1823-24. Una definició es troba escrita en els apunts de Baudot del 23 de desembre de 1824:
La petite Calorie est la quantité de chaleur qu’il faut pour élever d’un degré la température d’un K.me d’eau.
Assumint que l'abreviatura de massa (K.me) es refereix a un quilogram, això defineix una quilocaloria moderna. Clément de vegades es referí a una «gran caloria» com la calor necessària per a fondre un quilogram de gel, que és d'uns 334 kJ. Aquest ús difereix de la quilocaloria moderna, però el passatge indicà que la caloria ja era coneguda pels enginyers en aquella època. Alguns historiadors creuen que Clément podria haver encunyat el mot «caloria» al voltant de 1820, però no n'hi ha certesa, car Clément no publicà la definició. A part dels apunts manuscrits del curs, el primer ús publicat de la caloria fou probablement el 1825 en una descripció anònima del curs de Clément en una revista local anomenada Producteur. Carnot utilitzà la definició d'unitats de calor de Clément, però no el nom «caloria», en les seves Reflexions sobre la potència motriu del foc. Altres enginyers començaren a emprar la caloria a partir de 1829, però sembla que el mot no entrà en els manuals de física fins molt més tard.

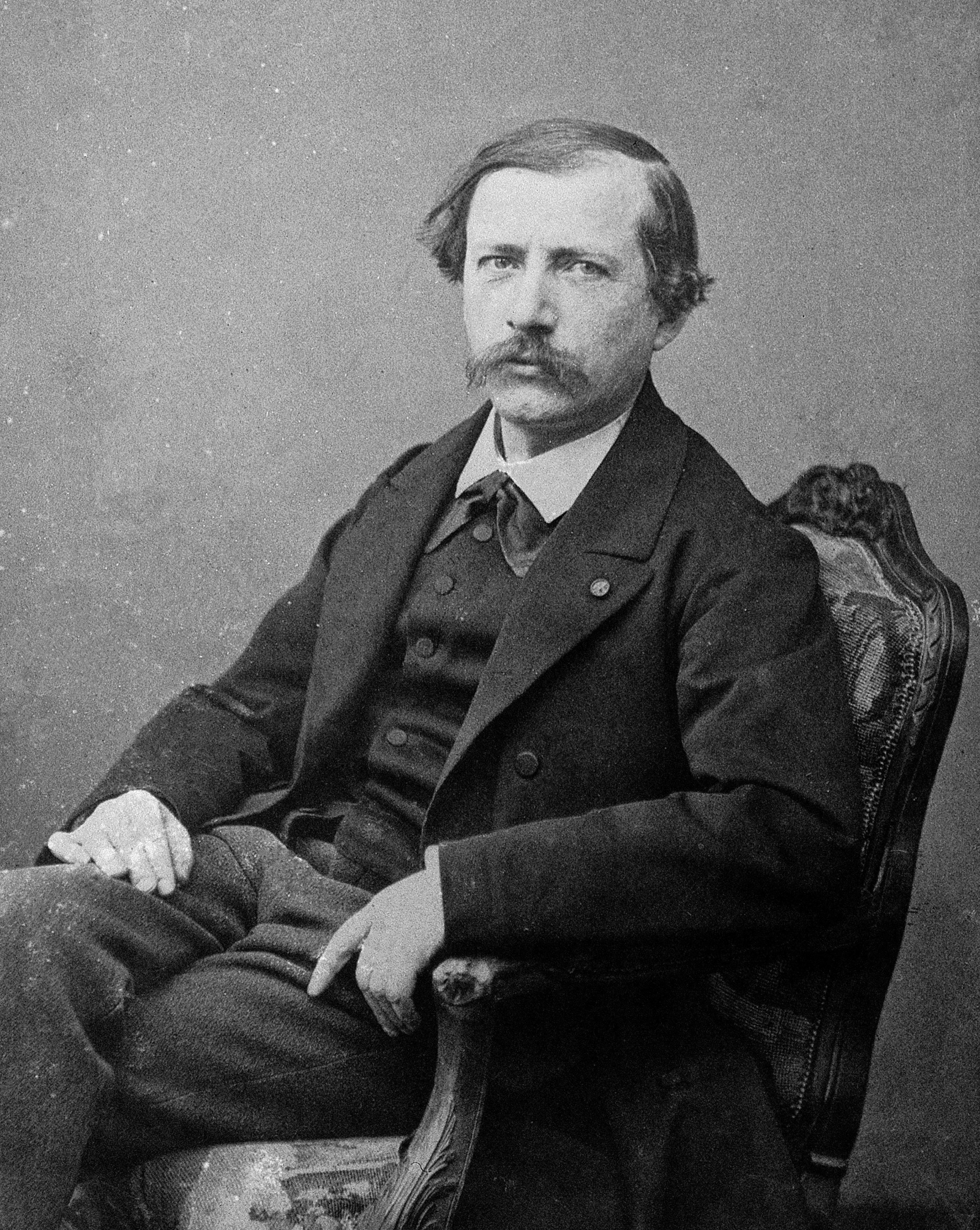
Marcellin Berthelot.

És cert que alguns científics utilitzaren unitats de calor que ara s'anomenarien calories-gram a la dècada de 1850. No obstant això, no fou fins al 1877-79 que Marcellin Berthelot (1827-1907) afirmà que la caloria «gran» equivalia a 1 000 calories-gram «petites» de 0-1 °C i les distingí posant en majúscula l'abreviatura de la Caloria gran. La quilocaloria ja s'emprà en el context de la despesa energètica diària en un manual de fisiologia mèdica dels EUA de 1894. Una quilocaloria a 14,5 °C es definí en la legislació alemanya el 1924. No hi ha certesa sobre qui fou el primer a anomenar la quilocaloria.
Del 1873 al 1913, un comitè de l'Associació Britànica per a l'Avenç de la Ciència es reuní per tractar els estàndards de les mesures elèctriques. Entre altres tasques, el comitè sol·licità l'opinió internacional sobre les unitats de calor. El 1888 el comitè adoptà el nom «Therm» per a «la quantitat de calor necessària per a elevar un gram d'aigua a la seva màxima densitat en un grau centígrad» . El Therm fou descartat el 1896, quan el comitè debaté si es podia assolir un consens internacional sobre les unitats de calor. Es proposà una unitat teòrica de calor de 42 × 10⁶ ergs i una unitat pràctica de calor com la calor necessària per a elevar la temperatura d'1 g d'aigua en 1 °C a alguna temperatura entre la del gel i 20 °C. En aquest sentit, el comitè recomanà emprar el joule, o 10⁷ ergs, com a unitat teòrica de calor. Aconsellà que una unitat tèrmica de 10 °C basada en l'escalfament d'1 g d'aigua hauria d'equivaler a 4,2 J. El comitè indicà que «aquesta unitat tèrmica secundària es pot anomenar Caloria». El mot s'escrigué en majúscula tot i que significava caloria-gram, la qual cosa indicà que no existia cap convenció internacional per a l'ús de la majúscula en Caloria per a indicar una kcal, malgrat que Atwater ja havia emprat Caloria en aquest sentit el 1887 i en els seus primers compendis. En el seu treball calorimètric, Atwater i Rosa definiren la Caloria a 20 °C i remarcaren que era lleugerament més gran que la unitat de 18 °C que emprà Armsby.

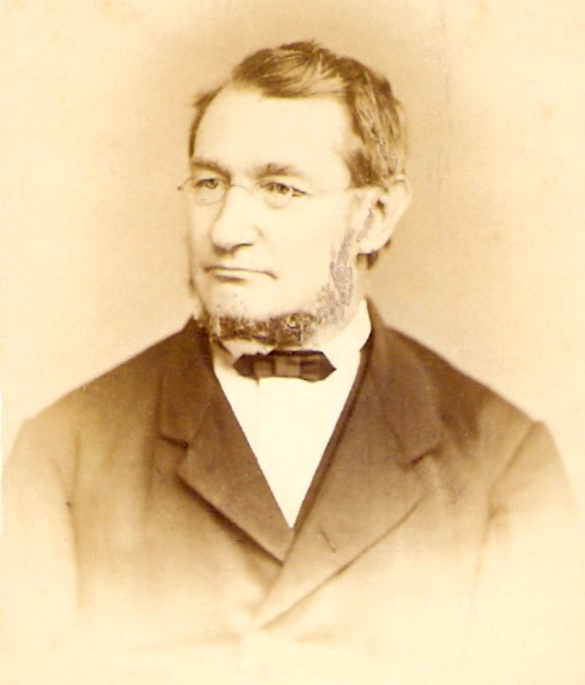
Julius Robert Mayer.

El terme «Caloria» probablement va penetrar en l'anglès estatunidenc perquè Wilbur Olin Atwater (1844-1907) aprengué el mot durant els seus estudis a Alemanya, i no pas per la definició continguda en un text de física. Malgrat que el químic alemany Justus von Liebig (1803-1873) no esmentà la caloria en les seves obres de 1842, sí que publicà l'article del físic alemany Julius R. Mayer (1814-1878) de 1842, el qual definia un equivalent mecànic de la calor. Mayer, qui també autopublicà estudis sobre l'eficiència del metabolisme energètic (estimada entre el 15% i el 20%), definí el "kg-cal" entre 1846 i 1848, en relacionar el treball físic amb l'energia subministrada pels aliments. La definició de Mayer establia: «La quantitat de calor necessària per elevar 1 quilogram d'aigua 1 grau s'anomena unitat de calor, Calorie.» Aquesta definició, que precedí el joule en 48 anys, és notablement similar a la Caloria que encara avui s'utilitza en les etiquetes dels aliments als Estats Units. S'especula que Mayer, havent estudiat a París i posseint una biblioteca amb textos francesos i alemanys de física i química, podria haver-hi après el terme Caloria.
El 1860, el fisiòleg alemany Carl von Voit (1831-1908), després de la seva visita a Edward Frankland (1825-1889) a Anglaterra, dugué un calorímetre de Thomson al seu laboratori de Munic. Malgrat que la British Thermal Unit (BTU) es definia mitjançant el calorímetre de Thomson, Voit començà a utilitzar la g-caloria en les seves classes sobre calorimetria humana el 1866. Hi reportà que el metabolisme diari d'un subjecte masculí oscil·lava entre 2,25 i 2,4 × 106 g-calories. En aquell temps, el químic alemany Max von Pettenkofer (1818-1901) i Voit utilitzaven la calorimetria indirecta per estudiar la respiració humana i animal, i Voit duia a terme estudis de balanç nutricional. Aquesta confluència entre la mesura del rendiment energètic humà i el contingut energètic dels aliments (mitjançant calorimetria de bomba) impulsà l'escola alemanya a definir la ingesta i el rendiment energètic diaris en termes de calories.
Entre 1883 i 1885, Max Rubner ja havia publicat treballs emprant la g-caloria per definir les calors de combustió dels aliments i la calor produïda en estudis de respiració. Concomitantment, Henneberg i Stohmann desenvolupaven mètodes per a l'anàlisi proximal d'aliments per a bestiar a l'Estació Experimental de Weende. Stohmann inicià treballs calorimètrics el 1880 i conferencià amb Rubner sobre experiments en els quals es mesurava el contingut energètic de sucres, greixos i clara d'ou en g-calories. Cal destacar que els científics alemanys mostraren variabilitat en l'ús de la g-caloria o la Caloria.
Wilbur O. Atwater retornà als EUA i presentà una ponència sobre aspectes econòmics del contingut proteic i energètic dels aliments. El 1887, la seva sèrie d'articles a la revista Century inclogué una descripció del contingut energètic dels aliments que definia la Caloria de 0-1°C (kcal) per al públic estatunidenc. Obviant l'eficiència muscular, assenyalà que 1 Caloria equivalia a aproximadament 1,53 peus-tones de treball. No és evident per què Atwater seleccionà la Caloria en lloc de la g-caloria, utilitzada en les publicacions dels seus col·legues del laboratori de Voit.

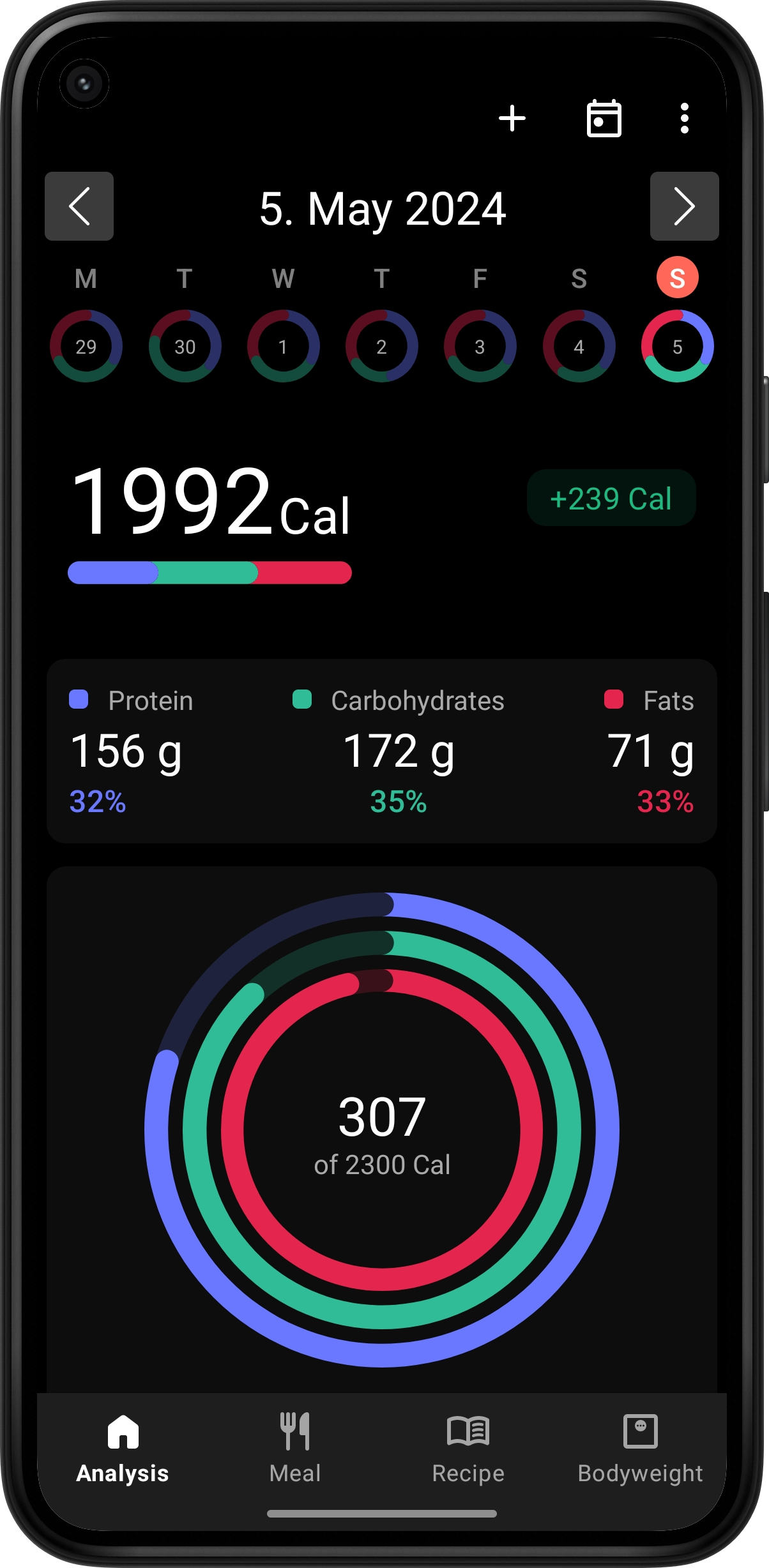
Aplicació de telèfon intel·ligent per controlar les quilocalories (Cal, amb majúscula) gastades.

Des del 1925, la caloria s'ha definit en termes del joule, i la definició des del 1948 és que una caloria és igual a aproximadament 4,2 joules. Com que se sap que la quantitat de calor representada per la caloria difereix a diferents temperatures (fins a un 1%), ha estat necessari definir la temperatura a la qual s'ha de prendre la calor específica de l'aigua com a 1 caloria. Així, la "caloria de 15°" (també anomenada gram-caloria o petita caloria) es va definir com la quantitat de calor que augmentarà la temperatura d'1 gram d'aigua de 14,5° a 15,5° C, és a dir, 4,1855 joules. Altres definicions menys comunes en aquesta sèrie són la caloria a 20°  (4,18190 joules) de 19,5° a 20,5° C; i la caloria mitjana (4,19002 joules) definida com 1/100 de la calor necessària per augmentar la temperatura d'1 gram d'aigua de 0° a 100° C. Una altra caloria és l'emprada a la Taula Internacional de calories (IT calories), originalment definida com 1/860 watt-hora internacional . És igual a 4,1868 joules i s'utilitza en taules de vapor d'enginyeria. Una unitat d'energia calorífica utilitzada en termoquímica és la caloria termoquímica, equivalent a 4,184 joules. S'utilitza habitualment com a unitat per a capacitats calorífiques , calors latents i calors de reacció.

## Metabolisme i calories
Els éssers vius, com els éssers humans, necessiten energia per a poder sobreviure. Els organismes s'alimenten per a obtenir combustible i l'energia que els permeti desenvolupar les seves funcions vitals. L'energia consumida a través d'aliments i emprada per al metabolisme dels éssers vius s'anomena energia endosomàtica. Un adult en necessita entre 2 000 i 3 000 kilocalories (kcal) diàries, segons el seu pes, edat, sexe, tipus d'activitat (sedentarisme, quantitat i intensitat d'exercici físic, etc.) i circumstàncies ambientals (temperatura, etc.) i especials (embaràs, lactància, malaltia, estrès, etc.). Les quilocalories diàries necessàries per mantenir el pes corporal estan al voltant dels valors següents:
- Per als nens petits: 1 000-1 800 kcal.
- Per als nens grans i els adolescents: 1 200-3 200 kcal
- Per als adults: 1 600-3 000 kcal.[4]

L'energia que els éssers vius necessiten i transformen es mesura en kilocalories. Tot i que, informalment, en camp de la nutrició es tendeix a emprar, per una qüestió d'alleugerir el llenguatge i pels ordres de magnitud que se solen usar, el terme Caloria (normalment escrit amb C majúscula) quan en realitat es tracta de kilocalories (=1 000 calories). En documents formals, embalatges, etc. per a una major claredat també s'hi inclou l'equivalència en joules o kilojoules.

Les calories o energia que necessitem al llarg del dia la utilitzem en l'índex metabòlic, activitat física i situacions estressants, com per exemple un part, una malaltia o una intervenció quirúrgica.

### Calories i nutrients
En una dieta cal que hi hagi variació de nutrients. A excepció de l'aigua i alguns minerals (per exemple, la sal), tots els aliments tenen un nombre determinat de calories segons la seva composició. Cap aliment ni substància conté calories negatives. Els greixos, proteïnes, sucres i alcohol contenen quantitats diferents d'energia, és a dir, de calories. A excepció de l'alcohol, que només conté calories buides, tots ells són necessaris en una dieta sana, ja que cadascun, a més d'aportar energia, té funcions metabòliques diferents.
L'equivalència entre aquests nutrients i energia, en calories és la següent:
- 1 gram d'aigua = 1 mil·lilitre d'aigua = 0 calories
- 1 gram de proteïna = 4 kcal
- 1 gram d'hidrats de carboni = 4 kcal
- 1 mil·lilitre d'alcohol = 7 kcal
- 1 gram de greix = 9 kcal.[4]

Hi ha també altres tipus de nutrients:
1. Nutrients energètics, els glúcids i els lípids, proporcionen l'energia necessària.
2. Nutrients estructurals, les proteïnes i alguns lípids, construïm les cèl·lules del cos.
3. Nutrients reguladors, les vitamines, l'aigua i els minerals, són imprescindibles en una gran quantitat de processos bàsics de l'organisme, com ara el creixement, la dentició, la visió, la coagulació de la sang.Esquema d'una bomba calorimètrica.

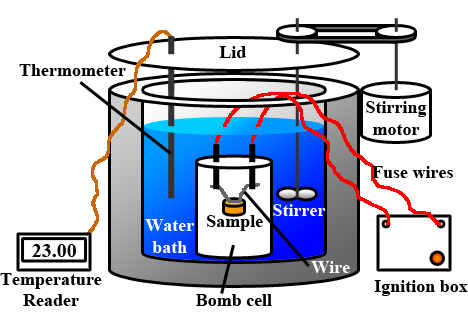
Esquema d'una bomba calorimètrica.

### Determinació del contingut energètic dels aliments
Per a la determinació de la quantitat d'energia que aporta un determinat aliment s'empra una tècnica anomenada calorimetria directa. Aquesta tècnica es realitza amb una bomba calorimètria, un aparell destinat a mesurar el valor energètic dels aliments. Consisteix en un recipient ple d'oxigen pur en el qual són introduïts masses conegudes d'un determinat aliment; a continuació la bomba és submergida en una massa coneguda d'aigua. Quan els aliments es cremen per acció d'una guspira elèctrica es produeix calor, que l'aigua absorbeix. El producte de l'augment de temperatura de l'aigua per la seva massa dona la quantitat de calories produïdes.

## Altres mesures d'energia
- Frigoria, és una unitat d'energia utilitzada en climatització, per a evitar el molest ús abundant de signes negatius, que equival a una quilocaloria absorbida:
  - 1 frigoria = –1 kcal.[6]
- Tèrmia, és una unitat de mesura d'energia equivalent a 1 milió de calories, utilitzada habitualment a França en l'àmbit tècnic. Està pràcticament en desús.[6]
  - 1 tèrmia = 1 000 000 de calories o a 1 Mcal
- Kilowatt hora (kWh) i els seus derivats MWh, MWany s'usen habitualment en consum d'electricitat, centrals i transformadors.
  - 1 kWh = 860 421 kcalories.[6]
- Joule, és la unitat d'energia del Sistema Internacional:
  - 1 J = 0,2390 calories.